# 张珣
张珣，浙江新昌人，明朝政治人物。
监生出身。成化二十三年，接替潘彪任福建永安县知县。